# الجامعة البابوية الكزافيريانية
الجامعة البابوية الكزافيريانية (باللغة الإسبانية Pontificia Universidad Javeriana) هي مؤسسة خاصة للتعليم العالي تأسست عام 1623م. إنها واحدة من أقدم الجامعات الكولومبية وأكثرها تقليدية وأعرقها، وتديرها جمعية يسوع، بمرافقها الرئيسية في بوغوتا وحرم جامعي ثانٍ في كالي. «الكزافيريانية»، كما يعرفها طلابها، عملت تقليديًا على تعليم النخبة الكولومبية. إنها واحدة من 33 جامعة عُهد بها إلى جمعية يسوع في أمريكا اللاتينية وواحدة من 167 جامعة حول العالم. 
تضم جامعة جافريانا في بوغوتا 18 مدرسة تضم 61 قسمًا و 242 برنامجًا أكاديميًا تلبي مجالات المعرفة، مما يمنح الجامعة طبيعتها متعددة التخصصات. لديها 45 عمارة على 445 أكر (1.80 كـم2). تقدم جامعة الكزافيريانية في كالي 18 مدرسة في أربع كليات. تلقت كلية الحقوق التابعة لها مؤخرًا اعتمادًا عالي الجودة بموجب القرار 6808 6 أغسطس 2010، من وزارة التربية الوطنية. يحتوي الحرم الجامعي في كالي على أقسام مقطعية في بولسا دي فالوريس دي كولومبيا (BVC)، ومدرسة فوكس للأعمال بجامعة تمبل، وغيرها.[بحاجة لمصدر]
الجامعة هي واحدة من اثني عشر جامعة في كولومبيا تتمتع باعتماد مؤسسي عالي الجودة، مُنحت لها لمدة ثماني سنوات بموجب القرار 1320، 12 يونيو 2003، من وزارة التعليم الوطني.
يوجد بالجامعة 21 برنامجًا جامعيًا مع اعتماد عالي الجودة وثمانية برامج في مراحل متقدمة من عملية الاعتماد. في برامج الدراسات العليا، يتم الاعتراف بالجودة من خلال السجلات المؤهلة. يوجد بالجامعة 87 برنامجًا للدراسات العليا بسجلات مؤهلة وقدمت 29 برنامجًا آخر لهذه العمليات.  في تصنيفات جامعة تايمز للتعليم العالي العالمية، تم تصنيف الكزافيريانية في نطاق 401 إلى 500 في جميع أنحاء العالم و 1 في الدولة.

## تاريخ

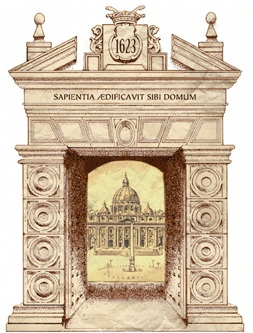
بوابة الجامعة القديمة، اليوم متحف الفن الاستعماري

تأسست كلية مجتمع يسوع في سانتافي دي بوغوتا عام 1604 كجزء من مدرسة سان بارتولومي ودير. في عام 1623، اعترف الحضور ورئيس الأساقفة بالدرجات الأكاديمية التي تمنحها الكلية. حصل الطلاب في ذلك الوقت على شهادتهم، بما في ذلك بيدرو كلافر. هذا هو أصل ما كان يُعرف باسم جامعة وأكاديمية القديس فرنسيس كزافييه. في عام 1767، طُرد اليسوعيون من المستعمرات الإسبانية، مما أدى إلى إغلاق المرحلة الأولى من تاريخ يونيفرسيداد جافيريانا.
ثم بعد 163 عامًا من إغلاق الجامعة، تم التوقيع على عقد ترميم. في عام 1937، تم إنشاء مدرسة الاقتصاد والعلوم القانونية، وتبعها الآخرون. في عام 1970، بعد التماسات متعددة من مجتمع كالي، بدأت الجامعة برنامجًا في تلك المدينة. أخذت جامعة جافريانا في كالي اسم «فرع كالي»، وتقدم درجات علمية في الأعمال والهندسة وعلم النفس.

## أكاديميون
تقدم الجامعة 40 برنامجًا جامعيًا، و 69 تخصصًا مهنيًا، و 45 تخصصًا طبيًا وجراحيًا،  8 تخصصات في طب الأسنان و 22 ماجستير و 8 دكتوراه. 

### المدارس والأقسام
- مدرسة اللاهوت
- مدرسة الفلسفة
- مدرسة الطب
- كلية طب الأسنان [8]
- كلية التمريض
- مدرسة علم النفس
- كلية حقوق
- كلية العلوم السياسية والعلاقات الدولية
- مدرسة الفنون: الدراما والموسيقى [9]
- كلية العلوم الاجتماعية: الأنثروبولوجيا والتاريخ والأدب وعلم الاجتماع
- كلية العلوم: علم الأحياء والرياضيات والفيزياء وعلم الأحياء الدقيقة والتغذية والكيمياء الحيوية
- كلية الهندسة: الهندسة المدنية، الهندسة الصناعية، الهندسة الإلكترونية، هندسة النظم
- كلية الاقتصاد وعلوم التسيير: الإدارة والمحاسبة والاقتصاد.
- مدرسة التربية: تربية الطفل، التعليم الأساسي مع التركيز على العلوم الإسبانية والإنسانية [10]
- مدرسة الاتصال واللغة: دراسات الاتصال، وعلوم المعلومات، واللغات
- كلية التصميم والعمارة: العمارة، التصميم الصناعي، تصميم الاتصالات المرئية
- كلية الدراسات البيئية والريفية: علم البيئة والتنمية الريفية والإقليمية

## بحث

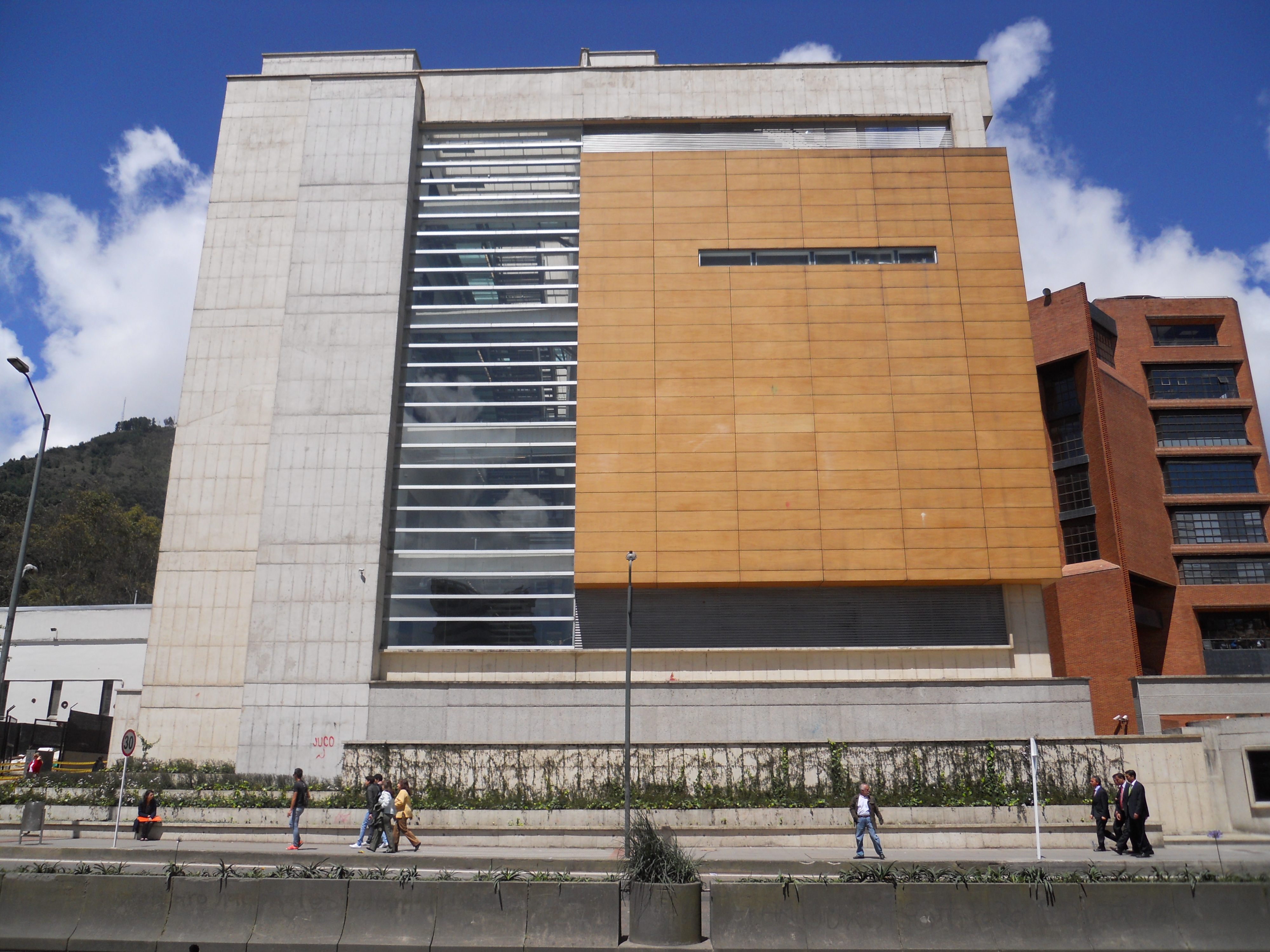
سنترو ستيكو

تضم الجامعة 61 قسمًا و 14 معهدًا. الأقسام عبارة عن وحدات أكاديمية تهدف إلى تطوير مجال المعرفة من خلال البحث والتدريس وتنفيذ الخدمات مثل التعليم المستمر والاستشارة والأنشطة الاستشارية. المعاهد هي وحدات أكاديمية مسؤولة عن البحث والاستشارات في المجالات التي تتطلب نهجًا خاصًا متعدد التخصصات.
لتوفير الدعم التكنولوجي للبحث والتعليم والعمليات الخدمية والإدارية، تمتلك الجامعة خدمات شبكة الجيل التالي. يمكن الإشارة إلى المكونات التكنولوجية المتوفرة في الوحدات التالية: SIU (نظام معلومات الجامعة، اختصار باللغة الإسبانية) مع منصة «بيبول سوفت» للإدارة الأكاديمية؛ مركز التعليم الجديد بمساعدة التقنيات (CEANTIC) الذي يقدم دعمًا للدورات الافتراضية من خلال نظام بلاك بورد الأساسي؛ مركز خافيريانو السمعي البصري، مع تقنية الحافة الأمامية في هذا المجال في أمريكا اللاتينية، المعتمدة دوليًا مثل مركز تدريب أوتوديسك-ATC؛ مشروع العمارة والتصميم بمساعدة الحاسوب، CAAD؛ مركز الأتمتة الصناعية التكنولوجية؛ مركز المعلومات الجغرافي المرجعي GIC؛ مركز جافريانا للأورام. مستشفى جامعة سان اجناسيو؛ ومركز التصوير بالرنين المغناطيسي. كما تضم 130 معملًا وورشة عمل.

## مكتبات
تضم جامعة الكزافيريانية مكتبتين: المكتبة العامة ومكتبة ماريو ف. المكتبة الأخيرة متخصصة في الفلسفة واللاهوت وتم تصنيفها على أنها الأفضل في هذه التخصصات في أمريكا اللاتينية. لديها سبعة مراكز للوثائق والموارد في مجالات المعرفة التالية: الأخلاق الحيوية، والعلوم السياسية، والهندسة المعمارية، والقانون، والتأمين، والتواصل الاجتماعي، وعلم الأوبئة السريري.
يضم مخزون المكتبة 418,008 عنوانًا من بين الكتب والمجلات والمجلات وأوراق الرسائل الجامعية والأطروحة والدرجات الموسيقية والخرائط وتسجيلات أفلام في إتش إس ودي في دي والشرائح ومقاطع الفيديو الصوتية والتسجيلات الصوتية. يحتوي النظام على حوالي 90 اشتراكًا في قواعد البيانات ولديه حق الوصول إلى محتويات نصية كاملة للاستشارة عبر الإنترنت للمجلات والكتب والأطروحات وأوراق الأطروحات وشرائح التنسيق الرقمي.
يقدم خدمات مثل صياغة المراجع الببليوغرافية حول الموضوعات المتخصصة والتبادل الببليوغرافي الذي يسمح بجمع البيانات التي تتضمن مقالات المجلات والوثائق الأخرى من المكتبات في كولومبيا وحول العالم. إنه يخدم مجتمع الكزافيريانية على مدار 24 ساعة، من الاثنين إلى الجمعة.

## رؤساء الجامعات والمسؤولون التنفيذيون

### رؤساء جامعة العصر الاستعماري
1. بالتاسار ماس بورغيس، س. ج. - 1623
2. سيباستيان موريللو، إس جيه - 1628
3. فرانسيسكو دي فوينتيس، إس. - 1636
4. فرانسيسكو سارمينتو، إس جيه - 1639
5. بالتاسار ماس بورغيس، إس جيه - 1641
6. خوان مانويل، إس جيه - 1642 - 1645
7. بيدرو فرنانديز، إس جيه - 1646
8. خوان جريجوريو، إس جيه - 1651
9. فرانسيسكو فاريز، إس جيه. - 1653
10. خوان جريجوريو، إس جيه - 1657
11. جاسبار كوجيا، إس جيه - 1659
12. بارتولومي بيريز، إس جيه
13. خوان دي سانتياغو، إس جيه - 1673
14. خوان مارتينيز ر، إس جيه. -1677 - 1681
15. فرانسيسكو ألفاريز، إس. - 1682
16. بيدرو دي ميركادو، إس جيه - 1686
17. بيدرو كالديرون، إس جيه - 1706
18. دييغو دي تابيا، إس جيه - 1733 - 1734
19. ماتيو ميمبيلا، إس جيه - 1735
20. فرانسيسكو كاتانيو، إس جيه - 1737
21. خايمي لوبيز، إس جيه - 1738-1741
22. توماس كاسابونا، إس جيه - 1743 - 1749
23. إجناسيو فيرير، إس جيه - 1756
24. مانويل رومان، إس جيه - 1761
25. مانويل زاباتا، إس. - 1764 - 1765
26. نيكولاس كانديلا، إس جيه - 1767

### رؤساء الجامعات الحديثة
1. خوسيه سلفادور ريستريبو، إس جيه 1930 - 1932
2. خيسوس ماريا فرنانديز، إس جيه 1932 - 1935
3. ألبيرتو مورينو، إس جيه (هـ) 1935
4. كارلوس أورتيز، إس جيه 1935 - 1941
5. فرانسيسكو خافيير ميجيا، SJ (E) 1941
6. فيليكس ريستريبو، إس جيه 1941 - 1950
7. إميليو أرانجو، إس جيه. 1950-1955
8. كارلوس أورتيز، إس جيه (هـ) 1955-1956 ؛ (رئيس الجامعة) 1956 - 1960
9. خيسوس إميليو راميريز، إس جيه 1960 - 1966
10. فرناندو بارون، إس جيه 1966 - 1970
11. ألفونسو بوريرو، إس جيه 1970 - 1977
12. روبرتو كارو، إس جيه 1977 - 1983
13. خورخي هويوس فاسكيز، إس جيه 1983 - 1989
14. جيراردو أرانجو بويرتا، إس جيه 1989 - 1998
15. جيراردو ريمولينا فارغاس، إس جيه 1999-2007
16. خواكين إميليو سانشيز، إس جيه 2007-2014
17. خورخي أومبرتو بيلايز بيدراهيتا، إس جيه 2014 - حتى الآن

### المسؤولون التنفيذيون الحاليون
- المستشار الكبير: أدولفو نيكولاس
- نائب المستشار الأكبر: كارلوس إدواردو كوريا خاراميو
- الرئيس: خورخي هومبرتو بيلايز بيدراهيتا
- وكيل الجامعة: لويس ديفيد برييتو مارتينيز
- نائب الرئيس للرعاية الجامعية: لويس ألفونسو كاستيلانوس راميريز، إس جيه
- نائب الرئيس للشؤون الإدارية: كاتالينا مارتينيز دي روزو
- نائب الرئيس للعلاقات بين المؤسسات: لويس فرناندو ألفاريز لوندونو.
- نائب الرئيس للأبحاث: لويس ميغيل رينجيفو
- الأمين العام: خايرو هامبرتو سيفوينتس مدريد

## فرع كالي

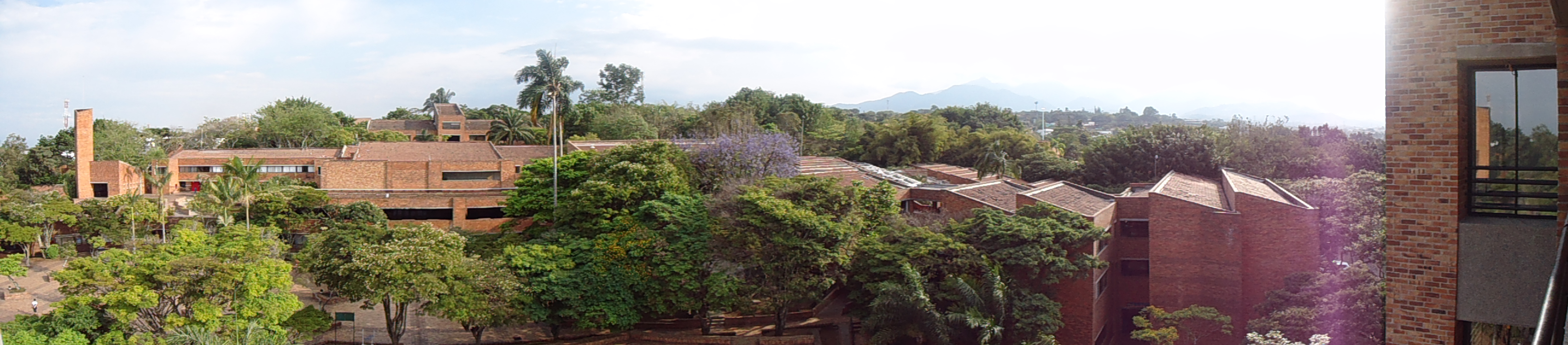
نظرة عامة على الحرم الجامعي، الجامعة البابوية الكزافيريانية كالي.

في 6 أكتوبر 1970، واستجابة لطلبات المجتمع المحلي وجهود مجموعة من المحاسبين الممارسين الذين يطمحون للحصول على الدرجة الجامعية، بدأ برنامج المحاسبة العامة في كالي. كان هذا أصل فرع كالي في جامعة جافريانا. في 20 نوفمبر 1978، اقترح مجلس الإدارة اسم كالي فرع، ومقره في العاصمة تحت نفس المنظمة والسلطات العليا. اعتمد مجلس الحكام، بناء على طلب المجلس، اسم فرع كالي. اليوم، يعد هذا الفرع من أرقى الجامعات في كالي.
يقع حرم الجامعة البابوية الكزافيريانية كالي في جنوب المدينة، في بانس، عند سفح فارالونيس من كالي، وهي جزء من كورديليرا أوكسيدنتال (كولومبيا)، في بيئة ريفية تمامًا حيث تكثر النباتات والحيوانات. يتكون الحرم الجامعي من ثمانية مبانٍ (لاس بالماس، وغواياكانس، ومجمع الفصول الدراسية، والإدارة، وسامان، والمندروس، والتعليم المستمر، ولاس أكاسياس الذي تم افتتاحه مؤخرًا). يتم بناء مبنيين آخرين في الحرم الجامعي، والذي يضم خمسة مقاهي، ومتجر الكزافيريانية، وموقف سيارات كبير يحيط بالحرم الجامعي بأكمله، وفرعًا من كوربانكا، ومركزًا لبورصة كولومبيا، وامتداد ماجستير إدارة الأعمال في جامعة تمبل مدرسة فوكس من الأعمال والإدارة. يضم الحرم الجامعي أيضًا قاعة ألفونسو بوريرو كابال؛ المكتبة المركزية، واحدة من أكثر المكتبة اكتمالا في الجنوب الغربي الكولومبي؛ مركز لويولا الرياضي؛ مكتب ريادة الأعمال «الحرم الجامعي الجديد»، الذي يعزز المواهب الريادية داخل الجامعة؛ ومركز جافيريانو للكتابة، الذي يحظى بتقدير كبير لمساعدة الطلاب على تطوير مهارات الكتابة.
تضم الجامعة 35 مجموعة بحثية ملحقة بالدائرة الإدارية الحكومية للعلوم والتكنولوجيا والابتكار. ومحطة الكزافيريانية ستيريو FM 107.5 مع جمهور عريض في الجنوب الغربي الكولومبي. يوفر فرصًا للطلاب في أكثر من 87 دولة ويضم 120 اتفاقية تعاون أكاديمي مع جامعات في الخارج.
حاليًا، تقدم الجامعة البابوية الكزافيريانية كالي 19 برنامجًا جامعيًا حصل ثمانية منها على اعتماد الجودة من قبل وزارة التعليم (الهندسة المدنية، هندسة الإلكترونيات، الهندسة الصناعية، هندسة النظم وعلوم الكمبيوتر، إدارة الأعمال، قانون المحاسبة وعلم النفس). تعتبر درجة القانون من الجامعة البابوية الكزافيريانية كالي مرموقة في كالي و Suroccidente الكولومبية، حيث تستفيد من واحدة من أكثر المحاكم الصورية اكتمالًا لممارسة الطلاب. افتتح فرع كالي بكلية العلوم الصحية مستشفى مووت الذي يضم فرقًا عالية التقنية وبنية تحتية متفوقة للطلاب المتدربين.
في مارس 2012، حصلت الجامعة البابوية الكزافيريانية كالي على الاعتماد المؤسسي للجودة العالية من وزارة التعليم لمدة ثماني سنوات، مما يجعلها من بين الجامعات الخاصة الأكثر تنافسية في البلاد.

## الخريجين
يشمل خريجو الكزافيريانية مجموعة واسعة من الأفراد البارزين في تاريخ البلد والمنطقة، مع ممثلي القائمة (غير الشاملة) التالية، بما في ذلك رؤساء كولومبيا، ونواب رئيس كولومبيا، والوزراء الوطنيون والدوليون، والفنانين الحائزين على جائزة جرامي.، والفنانين المرشحين لجائزة الأوسكار، والفنانين المرشحين لجائزة توني، وملكة جمال الكون، والميداليات الأولمبية والأشخاص المدرجين في قوائم فوربس وبي بي سي.
- إرنستو سامبير، رئيس كولومبيا (1994-1998)
- دانيال سامبر بيزانو، محامٍ وصحفي وكاتب
- دانيال سامبر أوسبينا، كوميدي وكاتب وصحفي وكاتب عمود
- ميشائيل باسترانا، رئيس كولومبيا (1970-1974)
- مارتا لوسيا راميريز، نائبة رئيس كولومبيا (2018-)؛ قائمة فوربس لعام 2021 لأقوى 50 امرأة كولومبية
- ماريا جوليانا رويز، سيدة كولومبيا الأولى (2018–)
- رودولفو ليناس، عالم أعصاب، أستاذ جامعي في جامعة نيويورك؛ مدير أبحاث نيورولاب في وكالة ناسا والحائز على جائزة رالف دبليو جيرارد
- لويس كارلوس جالان سارمينتو، سياسي
- جوستافو بيل، نائب رئيس كولومبيا (1998-2002)
- بيتر كلافير، كاهن ومبشر
- إغناسيو مارتين بارو، عالم وعالم نفس وفيلسوف وكاهن جيسوي
- مارسيلا أوكامبو دوكي، محامية، المدير التنفيذي بنك الجمهورية
- جوستافو بيترو، سياسي يساري؛ عمدة بوغوتا (2014-2015) وعضو مجلس الشيوخ الكولومبي (2006-2010، 2018–)
- فيكي كولبيرت سياسي وعالم اجتماع؛ 2017 بي بي سي 100 نساء
- كاتالينا ساندينو مورينو، الممثلة المرشحة لجائزة الأوسكار
- احتلت كاتالينا روبايو، ملكة جمال كولومبيا 2010، المركز 16 في مسابقة ملكة جمال الكون 2011.
- أليخاندرو ر. جداد بشارة، طبيب، مبتكر، شبكي وإنساني
- هنري كريجر، منتج برودواي؛ المنتج المرشح لجائزة جرامي الحائز على جائزة توني
- أنجيلا روبليدو، عالم نفسي، عضو مجلس النواب في كولومبيا
- فرناندو أراوجو بيردومو، وزير خارجية كولومبيا السابق (2007-2008)
- نويمي سانين، وزيرة خارجية كولومبيا السابقة، وسفير سابق لدى المملكة المتحدة وإسبانيا
- أوسكار إيفان زولواغا إسكوبار، وزير المالية والائتمان العام السابق (2007-2010)
- خوان كارلوس بينزون، وزير الدفاع السابق (2011-2015) وسفير كولومبيا لدى الولايات المتحدة (2015-2017، 2021–20)
- جينا بارودي، وزيرة التربية السابقة (2014-2016)
- أوريليو إيراغوري فالنسيا، وزير الداخلية السابق في كولومبيا (2013-2018)
- كلوديا بلوم، عالمة نفس؛ وزير الخارجية الأسبق (2019-2021)
- ناتاليا أبيلو فيفيس، وزيرة النقل السابقة في كولومبيا (2014-2018)
- دييغو مولانو فيجا، الوزير السابق لتكنولوجيا المعلومات والاتصالات (2010-2014)
- كارلوس هولغوين ساردي، وزير الداخلية والعدل السابق في كولومبيا (2006-2008)
- خوان كاميلو ريستريبو سالازار، وزير الزراعة والتنمية الريفية السابق في كولومبيا (2010-2013)
- فرناندو لوندونو، وزير الداخلية والعدل السابق في كولومبيا (2002-2004)
- خوان كارلوس إسغيرا بورتوكاريرو، وزير العدل والقانون السابق في كولومبيا (2011-2012)
- ريكاردو فيليز رودريغيز، وزير التعليم البرازيلي
- ألفارو غوميز هورتادو، سفير كولومبيا السابق لدى الولايات المتحدة (1983-1985) وسفير كولومبيا السابق لدى فرنسا (1991-1993)
- خورخي فرانكو، كاتب؛ جائزة الفاجوار 2014
- خورخي ألفريدو فارغاس، مذيع أخبار
- خورخي إنريكي أبيلو، ممثل؛ شارك في أنا بيتي البشعة وبيتي في نيويورك وآي كارلي وغيرها
- سانتياغو جامبوا، كاتب
- فونسيكا، مغني؛ جائزة جرامي - المرشحة وجائزة جرامي اللاتينية - فنان حائز على جائزة جرامي
- لورا توبون، مدونة عارضة الأزياء والجمال والموضة
- سيمون براند، مخرج هوليوود
- فانيسا دي لا توري، صحفية
- رياض المالكي وزير خارجية السلطة الفلسطينية
- إغناسيو مارتين بارو، فيلسوف وعالم نفس إسباني
- كلوديا بالاسيوس، مذيعة سابقة لـ سي ان ان في الاسبانية
- كارلوس بيزارو ليونغوميز، سياسي، قائد حركة 19 أبريل (انسحب)
- ماريو ميندوزا زامبرانو، كاتب
- فرناندو فاليجو، كاتب
- بولينا دافيلا، ممثلة
- جاكلين رينتريا، صاحبة الميدالية الأولمبية (2008، 2012)
- كريستينا ليلي، ممثلة أمريكية من أصل كولومبي (درست علم الأحياء قبل أن تصبح ممثلة).
- بولينا فيجا، ملكة جمال كولومبيا 2013 وملكة جمال الكون 2014؛ قائمة فوربس لعام 2021 لأقوى 50 امرأة كولومبية
- جيانكارلو مازانتي، مهندس معماري
- بريجيت بابتيست، عالمة وباحثة بيئية، رئيسة جامعة EAN وقائمة فوربس لعام 2021 لأقوى 50 امرأة كولومبية
- ريكاردو لا روتا كاباليرو، مهندس معماري
- كاميلو برييتو فالديراما، جراح وخبير بيئي
- ديانا ويزويل، ممثلة.[14]
- الجنرال فريدي باديلا دي ليون، القائد السابق للقوات المسلحة الكولومبية، وزير الدفاع السابق، سفير

## محاضرين
- ميغيل جوميز (مصور) (مواليد 1974)، مصور كولومبي / أمريكي، عمل في قسم الفنون الجميلة لعدة سنوات.
- كارلوس سيرانو (مواليد 1963)، موسيقي كلاسيكي كولومبي، عمل في مدرسة الموسيقى.

## روابط خارجية
- الجامعة البابوية الكزافيريانية في بوغوتا
- الجامعة البابوية الكزافيريانية في كالي
- معلومات الدراسات العليا